# トーゴの国章
トーゴの国章（トーゴのこくしょう）は、アフリカ西部の国、トーゴ共和国の国章。現在の国章は、国旗から約2年遅れて1962年3月14日に決定された。
国章は、両側に赤いライオンが描かれている。このライオンは、人々の勇気を象徴している。また、ライオンが持つ弓矢は、祖国の自由を防衛するために活発的であることを全ての人々に呼びかけるものである。2頭のライオンの間には、赤文字で「RT」と書かれた盾がある。この「RT」は、国名のフランス語での正式名称であるRépublique Togolaiseの頭文字から来ている。上部に2本掲げられた国旗の上には、「労働、自由、祖国」という意味のTravail, Liberté, Patrieが書かれている。

## 過去の紋章

ドイツ領トーゴラントの紋章（1884年-1919年）
1960年から1962年までの国章